# Patrice O'Neal
Patrice Lumumba Malcolm O'Neal (7 décembre 1969 – 29 novembre 2011) est un comédien et acteur américain. Il était connu pour sa carrière de comédien et ses apparitions régulières dans le talk-show Tough Crowd avec Colin Quinn et dans l'émission de radio Opie et Anthony.
O'Neal a commencé à faire du stand-up en 1992 et a développé un numéro basé sur des conversations avec le public, une analyse déconstructive et parfois des points de vue conflictuels,. De 2006 à 2008, il a présenté The Black Phillip Show sur XM Satellite Radio. Son seul stand-up, Elephant in the Room (2011), est sorti neuf mois avant sa mort à l'âge de 41 ans des suites d'un accident vasculaire cérébral causé par le diabète de type 2. Une suite posthume, Mr. P (2012), a été publiée uniquement sous forme audio.

## Jeunesse
Patrice Malcolm O'Neal est né à New York le 7 décembre 1969,. Il a été nommé par sa mère en l'honneur de Patrice Lumumba, leader du mouvement indépendantiste congolais et premier Premier ministre de la République du Congo, et du militant afro-américain des droits de l'homme Malcolm X. Il a été victime d'intimidation à l'école à cause de son nom, mais a déclaré plus tard que cela lui avait appris « comment être un homme ». Lui et sa sœur Zinder ont été élevés par leur mère dans le quartier ouvrier de Roxbury, à majorité noire, à Boston. O'Neal n'a jamais eu de relation avec son père, même s'il connaissait son identité,,.
O'Neal a fréquenté la West Roxbury High School, au cours de laquelle il a commencé le football et a terminé sa carrière de joueur avec trois récompenses universitaires et en remportant un championnat d'État au cours de sa dernière année. Il a refusé une bourse sportive à l'université du Nord-Est de Boston, qui comprenait une bourse de logement, en faveur d'études en arts du spectacle à l'université avec une spécialisation en études théâtrales,. Son intérêt pour la comédie s'était développé à cette époque et il commença à travailler comme videur au Comedy Connection à Boston. Il a également vendu de la nourriture aux invités de l'arène Boston Garden.

## Carrière

### Stand-up

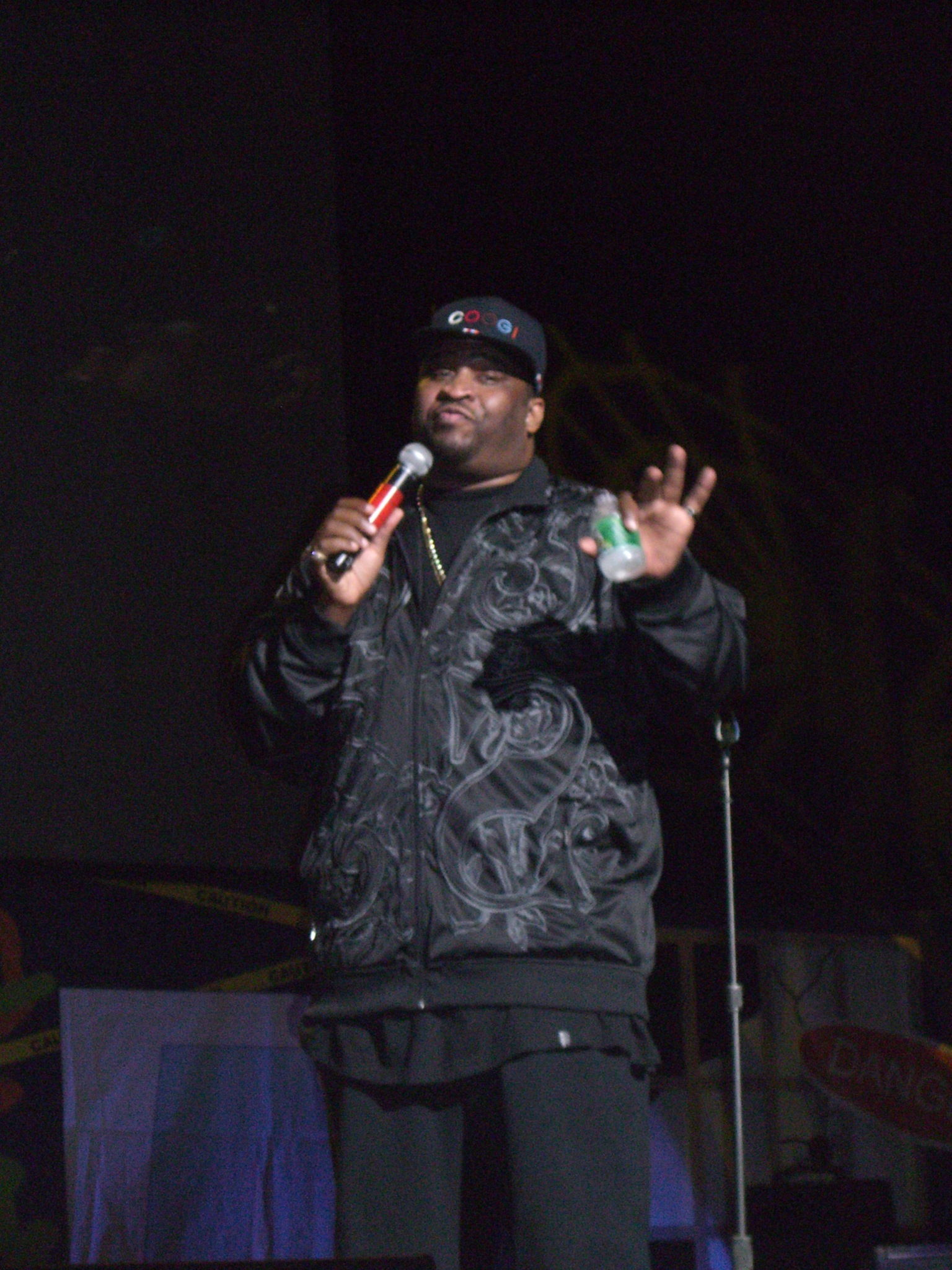
O'Neal sur scène en 2007

O'Neal a réalisé son premier stand-up en octobre 1992 chez Estelle à Boston,. Il avait assisté à une soirée micro ouvert sur place la semaine précédant ses débuts, au cours de laquelle il avait chahuté un artiste, qui à son tour l'avait mis au défi d'essayer lui-même le stand-up. Le comédien Dane Cook a été témoin de l'un des premiers sets d'O'Neal et a noté son "attrait doux et géant... il avait déjà un avantage, mais il était un peu plus vulnérable". O'Neal a développé son numéro dans la région de Boston au cours des six années suivantes, où ses premières performances ont été réalisées sous le nom de Bruiser O'Neal,. Au milieu des années 1990, il rencontre le comédien et plus tard ami proche Jim Norton.
En 1998, O'Neal déménage à New York, travaillant régulièrement au Comedy Cellar. Il participe au quatrième festival annuel des arts de la comédie américain à Aspen, au Colorado. Il déménage ensuite à Los Angeles dans l'espoir de trouver une plus grande renommée : "J'ai dansé des claquettes comme vous ne le croiriez pas... en essayant d'obtenir quelque chose". O'Neal ignore les demandes des propriétaires de clubs de modifier son comportement conflictuel et a lutté pour gagner suffisamment d'argent. Il a été « essentiellement expulsé d'Amérique » et a accepté des offres de se produire au Royaume-Uni, d'abord par le stand-up anglais John Simmit pour un rôle sur son circuit Upfront Comedy. O'Neal a travaillé dur pour gagner le respect de ses pairs, rappelant qu'il leur a fallu plusieurs mois "pour qu'ils se disent 'd'accord, ce type est sérieux'". À la mi-1999, il est en tête d'affiche d'une tournée humoristique en Australie. Entre 2000 et 2002, il fait du stand-up à travers l'Europe, notamment lors des Black International Comedy Awards à Londres et à Édimbourg avec les comédiens Lewis Schaffer et Rich Vos,.
En 2006 et 2007, O'Neal rejoint la tournée Traveling Virus Comedy d'Opie et Anthony, jouant dans de grandes arènes à travers les États-Unis.
En 2010, O'Neal enregistre sa première et unique émission spéciale d'une heure pour Comedy Central, Elephant in the Room. Elle est imaginée après que le comédien Dave Attell a fait l'éloge d'O'Neal auprès de son manager, qui a entamé des discussions avec le réseau pour en produire un. Bien qu'O'Neal soit catégorique sur le tournage à Washington, DC, le réseau voulait qu'il soit enregistré à New York et O'Neal a finalement accepté. Le spécial a été diffusé le 19 février 2011, avec une version non coupée publiée sur CD et DVD trois jours plus tard. O'Neal a fait la promotion de l'émission spéciale avec une interview au Late Night avec Jimmy Fallon, sa première apparition à la télévision en réseau en quatre ans.

### Télévision
Fin 2000, O'Neal accepte un poste d'écrivain pour la WWE après qu'un associé de la société l'a vu jouer. Grand fan de lutte professionnelle, il présente son idée de construire une querelle sur trois semaines qui a abouti à un événement à la carte, qui lui a valu le poste. Il visite la maison de Vince McMahon, voyage avec l'organisation pendant une semaine de spectacles en direct sur leur jet privé et réalise quelques vignettes. On lui propose ensuite un contrat de 13 semaines, mais il le refuse car il occupé par d'autres projets. Il dit plus tard que "cela n'aurait pas été un rêve" s'il avait continué à le faire et que c'était agréable parce que "c'était court et doux",. Il renonce à d'autres opportunités plus tard dans sa carrière, telles que des rôles dans Web Junk 20, The Office et Arrested Development, bien qu'il soit finalement invité dans ces deux derniers. Il s'est décrit en plaisantant comme un "brûleur de pont professionnel".
En 2002, O'Neal retourne aux États-Unis après avoir reçu une offre pour enregistrer une comédie spéciale d'une demi-heure sur Showtime. Il décroche la première d'une série d'apparitions à la télévision, en commençant par le programme de sketchs The Colin Quinn Show, suivi de Tough Crowd avec Colin Quinn dans lequel il apparaît de 2002 jusqu'à son annulation en 2004. En 2003, il enregistre une émission spéciale pour Comedy Central Presents. Sa première apparition à la télévision a lieu dans The Apollo Comedy Hour. Il fait ensuite des apparitions sur Showtime at the Apollo et FNight Videos. Il joue dans des rôles principaux dans Apartment 2F de MTV, Assy McGee, Yes Dear, Arrested Development, Chappelle's Show et The Office.
O'Neal était un habitué de la série Fox The Jury et a joué dans le programme d'animation de Comedy Central Shorties Watchin' Shorties avec Nick Di Paolo. Il fournit la voix d'Harold Jenkins dans le programme d'animation O'Grady de Noggin et joue le rôle de Jésus dans Searchlight de Denis Leary. En 2005, il  tourne une émission spéciale d'une demi-heure One Night Stand pour HBO. L'année suivante, il devient ensuite l'animateur des deux premières saisons de Web Junk 20 sur VH1. Après deux saisons, O'Neal refuse de participer à la troisième malgré une offre qui quadruplait son salaire. Il est remplacé par Jim Breuer.
En 2007, O'Neal révèle avoir refusé une opportunité d'apparaître sur Celebrity Fit Club car sa « carrière est plus importante que [sa] santé ». O'Neal fait cinq apparitions au festival annuel Juste pour rire à Montréal, dont un spectacle solo d'une semaine au Théâtre Sainte-Catherine en 2008.
En 2007, O'Neal écrit et joue dans une websérie intitulée The Patrice O'Neal Show – Coming Soon ! Elle met en vedette sa petite amie, Nero, Bryan Kennedy, Harris Stanton et Wil Sylvince. La série ne dure pas longtemps car elle n'a pas pu trouver de sponsor en raison de son contenu jugé offensant. O'Neal joue dans une autre émission produite par For Your Imagination, intitulée Break a Leg, dans le rôle de " Gary Coleman de taille adulte".
Il a joué le rôle d'un employé d'entrepôt nommé Sea Monster dans la série télévisée américaine The Office de 2005 à 2007.
En 2011, O'Neal joue comme l'un des comédiens de The Comedy Central Roast de Charlie Sheen, acteur pour lequel il avait déjà exprimé son respect. L'émission est diffusée le 19 septembre 2011, O'Neal étant le dernier comique à jouer. Elle attire 6,4 millions de téléspectateurs, ce qui reste l'édition la mieux notée de l'émission. L'apparition d'O'Neal devait être sa dernière apparition à la télévision avant sa mort prématurée deux mois plus tard. Après l'enregistrement, O'Neal rencontre William Shatner et sa femme, également présents, dans le garage et le couple lui offre son soutien concernant son diabète, après quoi les trois ont pleuré. Shatner se souvient : "Il savait qu'il était en train de mourir, qu'il était un mourant et, d'une certaine manière, il voulait mourir... C'est ce que j'ai vu. C'est pourquoi nous avons pleuré".

### Radio
En 2002, O'Neal est retourné dans la région de New York. Il fait ses débuts dans l'émission de radio Opie et Anthony le 17 janvier 2002, lorsque son ami et comédien Rich Vos l'a amené à l'émission, qui était alors diffusée sur WNEW. Après l'annulation de l'émission en 2002 et sa relance sur XM Satellite Radio en 2004, O'Neal est revenu en tant qu'invité, ou parfois remplaçant un Norton absent et est devenu l'un des invités les plus populaires de l'émission.
En 2006, O'Neal s'installe à Jersey City. De 2006 à 2008, O'Neal anime une émission de conseils relationnels sur XM initialement intitulée Bitch Management avant d'être renommée The Black Philip Show, une référence au médecin et personnalité de la télévision « Dr Phil » McGraw. L'émission est diffusée le samedi soir avec Dante Nero comme co-animateur et un casting tournant de comédiennes au troisième micro. L'émission se termine après la fusion de XM et Sirius, lorsque la nouvelle direction n'a pas été en mesure de concilier les budgets pour la programmation du samedi soir.
En mars 2010, O'Neal conclut un accord avec Comedy Central pour un stand-up spécial et un scénario pour un projet d'émission de télé-réalité, Patrice O'Neal's Guide to White People. Il a eu l'idée de ce dernier après être intervenu dans une conversation avec deux hommes blancs sur des riffs de guitare, et a pensé à l'idée qu'il "essaye d'en apprendre davantage sur les Blancs". Le spectacle est annulé avant le début du tournage.
Les opinions d'O'Neal sur les femmes ont fait l'objet de discussions et sont parfois décrites comme misogynes,. Lors d'une apparition en août 2010 sur le podcast WTF avec Marc Maron, il déclaré qu'il était un « terrible misogyne » lorsqu'il a rencontré sa petite amie d'alors.

### Autres projets
O'Neal est également apparu en tant qu'invité dans d'autres émissions telles que The Alex Jones Show et des segments sur Fox News. Il a exprimé Jeffron James dans le jeu vidéo Grand Theft Auto IV de 2008 sur sa station de radio en jeu Fizz !
Le 27 octobre 2011, la dernière interview d'O'Neal avec Jay Mohr pour son podcast, Mohr Stories, a été publiée. Il a déclaré que son apparition au Sheen's Roast n'avait pas vraiment transformé sa carrière, à part aider à vendre un week-end de spectacles de stand-up chez Caroline's. Il a révélé une autre réunion avec FX concernant une éventuelle série animée et un projet dans lequel ses amis venaient chez lui pour enregistrer des interviews.
Après la mort d'O'Neal, BSeen Media a annoncé la sortie de son premier album comique Mr. P, sur lequel il avait travaillé. L'ensemble, enregistré en avril 2011 au DC Improv à Washington, DC, est sorti le 7 février 2012, avec sa participation avant son décès,. Les ventes de la sortie ont été reversées à sa mère, sa petite amie et sa belle-fille. L'album a atteint le numéro un du classement Billboard Comedy Albums et le numéro 35 du Billboard 200. Le 6 novembre 2012, une sélection de 20 minutes de matériel inédit a été publiée sur le site Web d'O'Neal et via iTunes intitulée Better Than You.
Le 19 février 2021, Comedy Central a sorti Patrice O'Neal : Killing is Easy, un documentaire sur la vie et la carrière d'O'Neal. Il a été réalisé par Michael Bonfiglio qui a également été producteur délégué aux côtés de Bill Burr, Al Madrigal, Michael Bertolina et Vondecarlo Brown.

## Style d'humour
O'Neal a cité George Carlin et Richard Pryor comme ses comédiens préférés,. Sa comédie a été qualifiée de conversationnelle,. Ses routines étaient caractérisées par une approche improvisée et des thèmes souvent adultes. Il a été direct lorsqu'il a présenté son point de vue, en particulier sur les rôles de race et de genre,. Il était également un provocateur qui incitait souvent les spectateurs à chahuter ou même à quitter le club. Gregg "Opie" Hughes a déclaré qu'il avait vu O'Neal "donner de l'argent aux gens pour partir".

## Vie privée
O'Neal était fiancé à l'actrice Vondecarlo Brown au moment de sa mort.
Il a reconnu sur The Opie and Anthony Show, le 25 avril 2008, qu'il lui était légalement interdit de posséder une arme à feu.

## Mort
Le matin du 19 octobre 2011, O'Neal a téléphoné à sa fiancée Vondecarlo Brown pour lui dire qu'il ne pouvait pas bouger ses jambes. Il a été transporté d'urgence au centre médical de Jersey City, puis à l'hôpital Englewood à Englewood, dans le New Jersey, où les médecins ont pratiqué une intervention chirurgicale pour retirer un caillot de sang dans sa tête. Il a perdu sa capacité de parler, puis sa capacité de bouger, communiquant pendant un certain temps par les mouvements des yeux avant de perdre également cette capacité. Les médecins ont déclaré qu'il resterait probablement paralysé de façon permanente et incapable de parler s'il survivait. La nouvelle de l'accident vasculaire cérébral qu'il avait subi a été rendue publique sur Opie et Anthony une semaine plus tard,.
Le 29 novembre 2011, O'Neal décède des complications de son accident vasculaire cérébral, causé par le diabète de type 2 qu'il souffrait depuis le début de la vingtaine. Il avait 41 ans. À l'époque, il essayait de résoudre ses problèmes de santé en expérimentant le véganisme, en remplaçant les aliments sucrés par des substituts sans sucre et en abandonnant les autres sucreries et sodas. Ses funérailles ont eu lieu le 5 décembre à l'église chrétienne de Park Avenue à New York en présence, entre autres, de Chris Rock, Colin Quinn, Nick DiPaolo, Artie Lange, Louis CK, Jim Norton, Dave Attell, Dane Cook, Bill Burr, Wanda Sykes, Gregg Hughes, Anthony Cumia, Jay Oakerson et Kevin Hart.
Le lendemain de la mort d'O'Neal, des comédiens se sont réunis pour lui faire l'éloge d' Opie et Anthony, notamment Bill Burr, Robert Kelly, Colin Quinn, Joe Rogan, Dave Attell, Jim Florentine, Russ Meneve, Joe DeRosa, Amy Schumer, Kurt Metzger et Louis CK La chaîne a consacré sa programmation ce week-end à O'Neal, diffusant une émission spéciale de 16 heures intitulée Un hommage à Patrice O'Neal mettant en vedette certaines de ses meilleures apparitions, ainsi que des souvenirs d'autres comédiens,. Comedy Central a diffusé son émission spéciale Elephant in the Room le 30 novembre à la suite de sa mort. Rolling Stone a publié un article de quatre pages sur la carrière et la mort d'O'Neal dans son numéro de février 2012. En juin 2012, Norton a dédié sa comédie spéciale EPIX d'une heure Please Be Offended à O'Neal. Le 23 septembre 2012, lors de la 64e cérémonie des Primetime Emmy Awards, on se souvient d'O'Neal lors de l'hommage "In Memoriam".

## Discographie
- Elephant in the Room (2011)
- Mr. P (2012)[45]
- Better Than You (2012)[46]
- Patrice O'Neal: Unreleased (2013)

## Filmographie

### Télévision
| Année(s)  | Titre                             | Rôle                | Remarques          |
| --------- | --------------------------------- | ------------------- | ------------------ |
| 1997      | Apartment 2F                      | Acteur comique      |                    |
| 2002      | The Colin Quinn Show              | Divers              |                    |
| 2002      | Contest Searchlight               | Lui-même            |                    |
| 2002      | Chappelle's Show                  | Pit Bull            | 2 épisodes         |
| 2002–2004 | Tough Crowd With Colin Quinn      | Lui-même/Divers     |                    |
| 2003      | Yes, Dear                         | Tow Truck Driver    | 1 épisode          |
| 2003      | Ed                                | Andre Stangel       | Non crédité        |
| 2003      | Arrested Development              | T-Bone              | 1 épisode          |
| 2004      | The Jury                          | Adam Walker         | Rôle récurrent     |
| 2004      | Shorties Watchin' Shorties        | Baby Patrice        | Voix               |
| 2005      | One Night Stand                   | Lui-même            |                    |
| 2004–2006 | O'Grady                           | Harold              | Voix               |
| 2005–2007 | The Office                        | Lonny "Sea Monster" | 3 épisodes         |
| 2006      | The Best Man                      | Lui-même            | Pilote non diffusé |
| 2006      | Web Junk 20                       | Animateur           | 2 saisons          |
| 2008      | Assy McGee                        | Blind Anthony       | Voix               |
| 2008      | Z Rock                            | Stage Manager       | En invité vedette  |
| 2010      | The Green Room with Paul Provenza | Lui-même            |                    |
| 2011      | The Roast of Charlie Sheen        | Lui-même            |                    |

### Cinéma
| Année(s) | Titre                   | Rôle        | Remarques       |
| -------- | ----------------------- | ----------- | --------------- |
| 2002     | Paper Soldiers          | Grand T     |                 |
| 2002     | La 25e heure            | Khari       |                 |
| 2003     | Président par accident  | Garenne     |                 |
| 2003     | In the Cut              | Hector      |                 |
| 2006     | Scary Movie 4           | Rachid      | Non-crédité     |
| 2010     | La forêt contre-attaque | Gus         |                 |
| 2011     | Elephant in the room    | Lui-même    |                 |
| 2012     | Nature Calls            | M. Caldwell | Sortie posthume |

### Jeux vidéo
| Années) | Titre               | Rôle          | Remarques                         |
| ------- | ------------------- | ------------- | --------------------------------- |
| 2008    | Grand Theft Auto IV | Jeffron James | Fizz! de la station de radio WKTT |